# Jan Gray
Jan Gray, ps. „Eryk Grzyb” (ur. 29 kwietnia 1893 w Raciborzu, zm. 22 kwietnia 1971 w Londynie) – major Wojska Polskiego i Polskich Sił Powietrznych w Wielkiej Brytanii, przywódca powstańczy na Górnym Śląsku, kawaler Orderu Virtuti Militari.

## Życiorys
W 1913 roku został powołany do niemieckiej armii i po wybuchu I wojny światowej skierowany na front francuski, skąd pod koniec sierpnia 1914 roku zdezerterował i oddał się do francuskiej niewoli. W maju 1918 roku wstąpił do armii gen. Józefa Hallera i został odkomenderowany do szkoły lotniczej. W 1919 roku powrócił na Górny Śląsk. W lutym 1920 roku wstąpił do Polskiej Organizacji Wojskowej Górnego Śląska, a w maju mianowano go głównym inspektorem. Pełnił wówczas również funkcję obrońcy w sądzie organizacyjnym. W czasie II powstania śląskiego należał do jego ścisłego kierownictwa. Po powołaniu Dowództwa Obrony Plebiscytu objął inspektorat raciborsko-głubczycki, a następnie gliwicko-tarnogórski. W kwietniu 1921 roku został zastępcą dowódcy Grupy „Północ”. W chwili wybuchu III powstania mianowany oficerem łącznikowym Grupy „Północ” w Częstochowie.
Pełnił służbę w Wojsku Polskim. W 1932 studiował za granicą. W 1934 został przeniesiony z Kierownictwa Zaopatrzenia Aeronautyki w Warszawie na stanowisko kierownika Ekspozytury Centrali Odbiorczej Nr 1 w Lublinie. Na stopień majora został mianowany ze starszeństwem z 19 marca 1938 i 8. lokatą w korpusie oficerów lotnictwa, grupa techniczna. W marcu 1939 pełnił służbę w Kierownictwie Zaopatrzenia Lotnictwa na stanowisku kierownika Grupy Surowców Metalowych.
Był aktywnym działaczem Związku Powstańców Śląskich. W czasie II wojny światowej w Polskich Siłach Powietrznych jako oficer techniczny. Miał numer służbowy RAF P-1535. Zdemobilizowany w 1946 roku. Po wojnie pozostał na emigracji w Wielkiej Brytanii. Zmarł 22 kwietnia 1971 roku w Londynie i został pochowany na londyńskim cmentarzu North Sheen.

## Ordery i odznaczenia
- Krzyż Srebrny Orderu Wojskowego Virtuti Militari nr 7836[1]
- Krzyż Niepodległości z Mieczami (6 czerwca 1931)[6]
- Krzyż Walecznych (dwukrotnie)[1]
- Srebrny Krzyż Zasługi (10 listopada 1928)[7][1]
- Krzyż na Śląskiej Wstędze Waleczności i Zasługi[8]
- Odznaka Pilota
- francuska Odznaka Pilota
- rumuńska Odznaka Pilota